# 小行星1520
小行星1520（1520 Imatra）是一颗围绕太阳公转的小行星。1938年10月22日，爾約·維薩拉在图尔库发现了此天体。
該小行星以芬蘭的城市伊馬特拉命名。
这颗小行星的绝对星等为116.3412033579048等。